# Port lotniczy Kercz
Port lotniczy Kercz (IATA: KHC, ICAO: UKFK) – port lotniczy położony 1,5 km na północ od Kerczu, na Krymie, na Ukrainie.